# Kader Ferhaoui
Abdelkader Ferhaoui, noto come Kader Ferhaoui (in arabo عبد القادر فرحاوي‎?; Orano, 29 marzo 1965), è un ex calciatore algerino, di ruolo centrocampista.

## Carriera

### Nazionale
Viene convocato per la Coppa delle nazioni africane 1988, nella quale gioca 4 partite e l'Algeria si classifica 3ª.

## Statistiche

### Presenze e reti nei club
Statistiche aggiornate al termine della carriera.
| Stagione             | Squadra              | Campionato           | Campionato | Campionato | Coppe nazionali | Coppe nazionali | Coppe nazionali | Coppe continentali | Coppe continentali | Coppe continentali | Altre coppe | Altre coppe | Altre coppe | Totale | Totale |
| Stagione             | Squadra              | Comp                 | Pres       | Reti       | Comp            | Pres            | Reti            | Comp               | Pres               | Reti               | Comp        | Pres        | Reti        | Pres   | Reti   |
| -------------------- | -------------------- | -------------------- | ---------- | ---------- | --------------- | --------------- | --------------- | ------------------ | ------------------ | ------------------ | ----------- | ----------- | ----------- | ------ | ------ |
| 1983-1984            | Montpellier          | D2                   | 1          | 0          | CF              | 0               | 0               | -                  | -                  | -                  | -           | -           | -           | 1      | 0      |
| 1984-1985            | Montpellier          | D2                   | 3          | 0          | CF              | 0               | 0               | -                  | -                  | -                  | -           | -           | -           | 3      | 0      |
| 1985-1986            | Montpellier          | D2                   | 20         | 5          | CF              | 4               | 3               | -                  | -                  | -                  | -           | -           | -           | 24     | 8      |
| 1986-1987            | Montpellier          | D2                   | 26         | 2          | CF              | 1               | 0               | -                  | -                  | -                  | -           | -           | -           | 27     | 3      |
| 1987-1988            | Montpellier          | D1                   | 30         | 5          | CF              | 4               | 0               | -                  | -                  | -                  | -           | -           | -           | 34     | 5      |
| 1988-1989            | Montpellier          | D1                   | 35         | 4          | CF              | 3               | 1               | CU                 | 2                  | 0                  | -           | -           | -           | 40     | 5      |
| 1989-1990            | Montpellier          | D1                   | 35         | 5          | CF              | 6               | 2               | -                  | -                  | -                  | -           | -           | -           | 41     | 7      |
| 1990-1991            | Montpellier          | D1                   | 16         | 1          | CF              | 1               | 0               | CdC                | 3                  | 0                  | -           | -           | -           | 20     | 1      |
| 1991-1992            | Montpellier          | D1                   | 30         | 2          | CF              | 3               | 0               | -                  | -                  | -                  | -           | -           | -           | 33     | 2      |
| 1992-1993            | Montpellier          | D1                   | 32         | 3          | CF              | 4               | 0               | -                  | -                  | -                  | -           | -           | -           | 36     | 3      |
| 1993-1994            | Cannes               | D1                   | 36         | 5          | CF              | 1               | 0               | -                  | -                  | -                  | -           | -           | -           | 37     | 5      |
| 1994-1995            | Cannes               | D1                   | 30         | 0          | CF+CdL          | 1+0             | 0               | CU                 | 1                  | 0                  | -           | -           | -           | 32     | 0      |
| 1995-1996            | Cannes               | D1                   | 28         | 2          | CF+CdL          | 1+3             | 0               | Int                | 2                  | 0                  | -           | -           | -           | 34     | 2      |
| Totale Cannes        | Totale Cannes        | Totale Cannes        | 94         | 7          |                 | 6               | 0               |                    | 3                  | 0                  |             | -           | -           | 103    | 7      |
| 1996-1997            | Montpellier          | D1                   | 33         | 2          | CF+CdL          | 4+4             | 1+0             | CU                 | 2                  | 1                  | -           | -           | -           | 43     | 4      |
| 1997-1998            | Montpellier          | D1                   | 18         | 1          | CF+CdL          | 1+0             | 0               | Int                | 5                  | 1                  | -           | -           | -           | 24     | 2      |
| Totale Montpellier   | Totale Montpellier   | Totale Montpellier   | 279        | 30         |                 | 35              | 7               |                    | 12                 | 2                  |             | -           | -           | 326    | 39     |
| 1998-1999            | Saint-Étienne        | D2                   | 37         | 5          | CF+CdL          | 2+0             | 0               | -                  | -                  | -                  | -           | -           | -           | 39     | 5      |
| 1999-2000            | Saint-Étienne        | D1                   | 20         | 0          | CF+CdL          | 1+2             | 0               | -                  | -                  | -                  | -           | -           | -           | 23     | 0      |
| Totale Saint-Étienne | Totale Saint-Étienne | Totale Saint-Étienne | 57         | 5          |                 | 5               | 0               |                    | -                  | -                  |             | -           | -           | 62     | 5      |
| 2000-2001            | Red Star             | CN                   | 16         | 0          | CF+CdL          | 3+1             | 1+1             | -                  | -                  | -                  | -           | -           | -           | 20     | 2      |
| Totale carriera      | Totale carriera      | Totale carriera      | 446        | 42         |                 | 50              | 9               |                    | 15                 | 2                  |             | -           | -           | 511    | 53     |

### Cronologia presenze e reti in nazionale
| Cronologia completa delle presenze e delle reti in nazionale ― Algeria | Cronologia completa delle presenze e delle reti in nazionale ― Algeria | Cronologia completa delle presenze e delle reti in nazionale ― Algeria | Cronologia completa delle presenze e delle reti in nazionale ― Algeria | Cronologia completa delle presenze e delle reti in nazionale ― Algeria | Cronologia completa delle presenze e delle reti in nazionale ― Algeria | Cronologia completa delle presenze e delle reti in nazionale ― Algeria | Cronologia completa delle presenze e delle reti in nazionale ― Algeria |
| Data                                                                   | Città                                                                  | In casa                                                                | Risultato                                                              | Ospiti                                                                 | Competizione                                                           | Reti                                                                   | Note                                                                   |
| ---------------------------------------------------------------------- | ---------------------------------------------------------------------- | ---------------------------------------------------------------------- | ---------------------------------------------------------------------- | ---------------------------------------------------------------------- | ---------------------------------------------------------------------- | ---------------------------------------------------------------------- | ---------------------------------------------------------------------- |
| 16-3-1988                                                              | Casablanca                                                             | Marocco                                                                | 1 – 0                                                                  | Algeria                                                                | Coppa d'Africa 1988 - 1º turno                                         | -                                                                      |                                                                        |
| 19-3-1988                                                              | Casablanca                                                             | Algeria                                                                | 1 – 0                                                                  | Zaire                                                                  | Coppa d'Africa 1988 - 1º turno                                         | 1                                                                      |                                                                        |
| 23-3-1988                                                              | Rabat                                                                  | Nigeria                                                                | 1 – 1 dts (9 - 8 dtr)                                                  | Algeria                                                                | Coppa d'Africa 1988 - Semifinale                                       | -                                                                      | 70’                                                                    |
| 26-3-1988                                                              | Casablanca                                                             | Marocco                                                                | 1 – 1 dts (3 - 4 dtr)                                                  | Algeria                                                                | Coppa d'Africa 1988 - Finale 3º posto                                  | -                                                                      |                                                                        |
| 6-1-1989                                                               | Annaba                                                                 | Algeria                                                                | 3 – 0                                                                  | Zimbabwe                                                               | Qual. Mondiali 1990                                                    | -                                                                      |                                                                        |
| 11-6-1989                                                              | Abidjan                                                                | Costa d'Avorio                                                         | 0 – 0                                                                  | Algeria                                                                | Qual. Mondiali 1990                                                    | -                                                                      |                                                                        |
| 17-11-1989                                                             | Cairo                                                                  | Egitto                                                                 | 1 – 0                                                                  | Algeria                                                                | Qual. Mondiali 1990                                                    | -                                                                      |                                                                        |
| 27-9-1991                                                              | Tehran                                                                 | Iran                                                                   | 2 – 1                                                                  | Algeria                                                                | Coppa delle nazioni afro-asiatiche 1991 - Andata                       | -                                                                      |                                                                        |
| 13-10-1991                                                             | Algeri                                                                 | Algeria                                                                | 1 – 0                                                                  | Iran                                                                   | Coppa delle nazioni afro-asiatiche 1991 - Ritorno                      | -                                                                      |                                                                        |
| 26-12-1991                                                             | Casablanca                                                             | Marocco                                                                | 1 – 1                                                                  | Algeria                                                                | Amichevole                                                             | -                                                                      |                                                                        |
| 4-9-1994                                                               | Addis Abeba                                                            | Etiopia                                                                | 0 – 0                                                                  | Algeria                                                                | Qual. Coppa d'Africa 1996                                              | -                                                                      |                                                                        |
| Totale                                                                 |                                                                        | Presenze                                                               | 11                                                                     |                                                                        | Reti                                                                   | 1                                                                      |                                                                        |

| Cronologia completa delle presenze e delle reti in nazionale ― Algeria olimpica | Cronologia completa delle presenze e delle reti in nazionale ― Algeria olimpica | Cronologia completa delle presenze e delle reti in nazionale ― Algeria olimpica | Cronologia completa delle presenze e delle reti in nazionale ― Algeria olimpica | Cronologia completa delle presenze e delle reti in nazionale ― Algeria olimpica | Cronologia completa delle presenze e delle reti in nazionale ― Algeria olimpica | Cronologia completa delle presenze e delle reti in nazionale ― Algeria olimpica | Cronologia completa delle presenze e delle reti in nazionale ― Algeria olimpica |
| Data                                                                            | Città                                                                           | In casa                                                                         | Risultato                                                                       | Ospiti                                                                          | Competizione                                                                    | Reti                                                                            | Note                                                                            |
| ------------------------------------------------------------------------------- | ------------------------------------------------------------------------------- | ------------------------------------------------------------------------------- | ------------------------------------------------------------------------------- | ------------------------------------------------------------------------------- | ------------------------------------------------------------------------------- | ------------------------------------------------------------------------------- | ------------------------------------------------------------------------------- |
| 15-1-1988                                                                       | Annaba                                                                          | Algeria olimpica                                                                | 1 – 0                                                                           | Nigeria olimpica                                                                | Qualificazioni ai Giochi della XXIV Olimpiade (CAF)                             | -                                                                               |                                                                                 |
| Totale                                                                          |                                                                                 | Presenze                                                                        | 1                                                                               |                                                                                 | Reti                                                                            | 0                                                                               |                                                                                 |

## Palmarès

### Club
- Division 2: 2

Montpellier: 1986-1987
Saint-Étienne: 1998-1999
- Coppa di Francia: 1

Montpellier: 1989-1990

### Nazionale
- Coppa delle nazioni afro-asiatiche: 1

1991